# Fleury-les-Aubrais
Fleury-les-Aubrais är en kommun i departementet Loiret i regionen Centre-Val de Loire strax norr Frankrikes mitt. Kommunen ligger i kantonen Fleury-les-Aubrais som tillhör arrondissementet Orléans. År 2022 hade Fleury-les-Aubrais 21 664 invånare.

## Befolkningsutveckling
Antalet invånare i kommunen Fleury-les-Aubrais
| Referens: INSEE |